# Battaglia di Milazzo (1860)
La battaglia di Milazzo fu combattuta fra il 17 e il 24 luglio 1860 nei dintorni e nella città di Milazzo, quando i Mille di Giuseppe Garibaldi, unitamente a numerosi volontari successivamente sbarcati, principalmente la Spedizione Medici, formarono il primo nucleo dell'Esercito meridionale, ovvero l'armata garibaldina che sbarcò in Sicilia invadendo il Regno delle Due Sicilie.
Essi sconfissero i soldati borbonici. Le forze impiegate nello scontro ammontavano a circa 10 000 uomini, dei quali oltre 6 000 erano i garibaldini, mentre i soldati napoletani che affrontarono la battaglia erano 3400; gli storici riportano anche altre consistenze degli schieramenti.

## Schieramenti
La battaglia di Milazzo fu molto diversa da quella sostenuta a Calatafimi. Per la prima volta i garibaldini si misuravano con una formazione borbonica guidata da un comandante fermamente intenzionato a battersi.
Le forze borboniche, inviate da Messina a difendere la fortezza di Milazzo e la sua piccola guarnigione, erano composte da tre battaglioni di Cacciatori a piedi, uno squadrone di Cacciatori a cavallo ed una batteria di artiglieria da montagna, per un totale di 3 400 uomini, guidati dall'abile colonnello Ferdinando Beneventano del Bosco.
In questa occasione, però, anche lo schieramento garibaldino era più consistente, forte delle 8 000 carabine a canna rigata e delle 400 000 cartucce arrivate dal Piemonte.
Le caratteristiche di gittata fino a 300 metri dei nuovi fucili non potevano però essere sfruttate, perché i garibaldini non avevano la preparazione necessaria al pieno utilizzo di tali armi (vedere: armamento dei garibaldini). Inoltre, i garibaldini potevano contare sulla supremazia numerica, pur lamentando l'assenza di reparti di cavalleria ed una iniziale inferiorità di artiglieria.
Lo storico George Macaulay Trevelyan stima che il 20 luglio i garibaldini non superavano il numero di 5 700 e ne vennero probabilmente impiegati un numero compreso tra i 4 000 e 5 700. Lo stesso storico riporta che, secondo fonti borboniche, le forze del Regno delle Due Sicilie ammontavano complessivamente a 122 ufficiali e 4 544 soldati, compresa la guarnigione del Castello. Pertanto, escludendo i circa 1 000 della guarnigione, il Bosco avrebbe avuto a disposizione più di 3 000 effettivi da impiegare sul campo..
Charles Stuart Forbes, giornalista britannico al seguito della spedizione, descrive gli opposti schieramenti come segue, anche se il colonnello Bosco impegnò in attacco solo una parte della forza, con una seconda linea di difesa e la guarnigione del castello come protezione in caso di ritirata. Garibaldi disponeva anche di due navi, con complessivi 18 cannoni del tardo settecento, dal tiro corto, denominati come modello Carronata.
| Le forze presenti alla Battaglia di Milazzo |                         |  |                                                                   |                              |
| forze garibaldine                           | numero                  |  | forze borboniche                                                  | numero                       |
| Divisione Medici                            | 2 400 + 50 artiglieri   |  | 3 Battaglioni di Cacciatori                                       | 2 400                        |
| Divisione Consenz                           | 1 300                   |  | 1 Battaglione del 15º Reggimento Fanteria di Linea (nel castello) | 1 000                        |
| Brigata Toscana Malenchini                  | 700                     |  | Due Squadroni di Dragoni                                          | 120                          |
|                                             |                         |  | Artiglieri                                                        | 280                          |
| Totale garibaldini                          | 4 400                   |  | Totale borbonici                                                  | 3 800                        |
| Cannoni                                     | 4                       |  | Cannoni                                                           | 24(quasi tutti nel castello) |
| Cannoni mod. Carronata su 2 navi            | 12 da 12 Lb e 6 da 6 Lb |  |                                                                   |                              |

## Svolgimento
Dopo una serie di scaramucce preliminari, reciprocamente avviate nei giorni precedenti allo scopo di saggiare la consistenza delle forze avversarie, lo scontro decisivo si accese alle ore 6,30 del 20 luglio, al centro della piana che offre accesso alla piccola penisola ove sorge la città di Milazzo. Della battaglia fu testimone oculare anche lo scrittore Alessandro Dumas, che descrisse alcune azioni di Garibaldi.

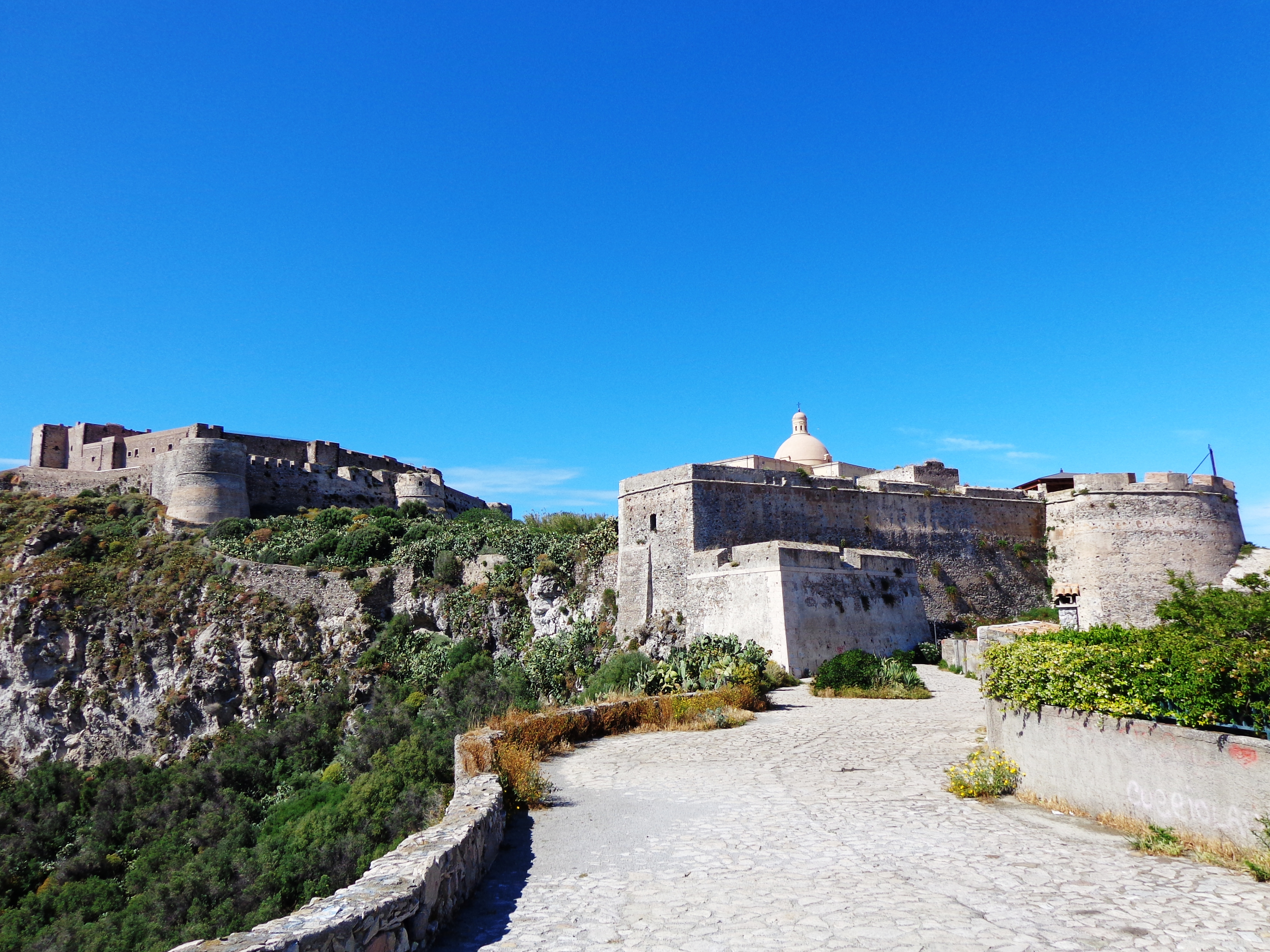
La cittadella fortificata

Garibaldi decise di attaccare lo schieramento borbonico, disposto su due linee, con una massiccia colonna centrale, preceduto da due attacchi laterali contemporanei, in modo da creare un utile diversivo. L'organizzazione e la sincronia dei movimenti fu piuttosto scoordinata e questo primo tentativo si tramutò in un vero disastro, nel quale i garibaldini furono respinti e riuscirono a stento nel contenere il contrattacco borbonico, subendo gravissime perdite.

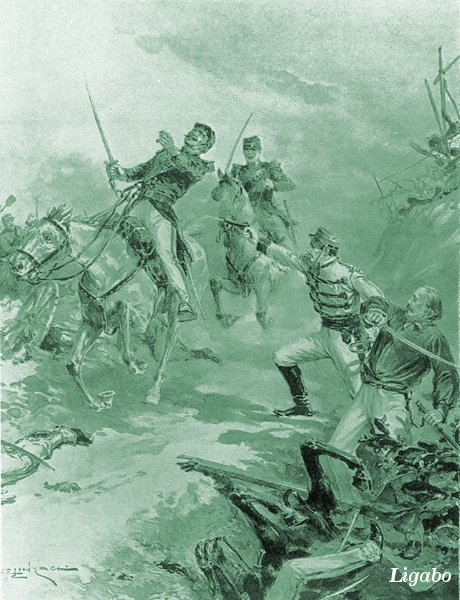
Garibaldi salvato da Missori

Ma non erano certo gli uomini che mancavano a Garibaldi e, dopo una rapida riorganizzazione dei quadri, gli attacchi garibaldini si susseguirono per oltre sei ore, nelle quali gli schieramenti contrapposti dimostrarono una combattività eccezionale, galvanizzati dai due comandanti in capo che guidavano personalmente le azioni, entrambi continuamente presenti nella prima linea.
I due erano talmente vicini alla linea di combattimento che, in una celebre occasione, l'improvviso attacco di un drappello della cavalleria borbonica rischiò di travolgere lo stesso Garibaldi ferito da un proiettile sotto il piede, che aveva strappato la suola e la staffa, dovendo abbandonare il cavallo ferito e con il revolver rimasto nella sacca della sella. Subito i garibaldini presenti si posero a difesa del comandante per dargli modo di mettersi al sicuro, ma egli si gettò nella mischia e, disarcionato, venne fortunosamente salvato dal provvido intervento di Giuseppe Missori. Allo scontro partecipò anche il capitano Statella .
Nel primo pomeriggio, dopo aver richiesto inutilmente l'invio di rinforzi dalla cittadella fortificata, dove la guarnigione borbonica di 1 400 uomini era asserragliata agli ordini del colonnello Raffaele Pironti, il quale si rifiutava di ricevere ordini data la maggiore anzianità di servizio, Del Bosco decise di arretrare verso l'abitato, che offriva maggior protezione alla difesa.

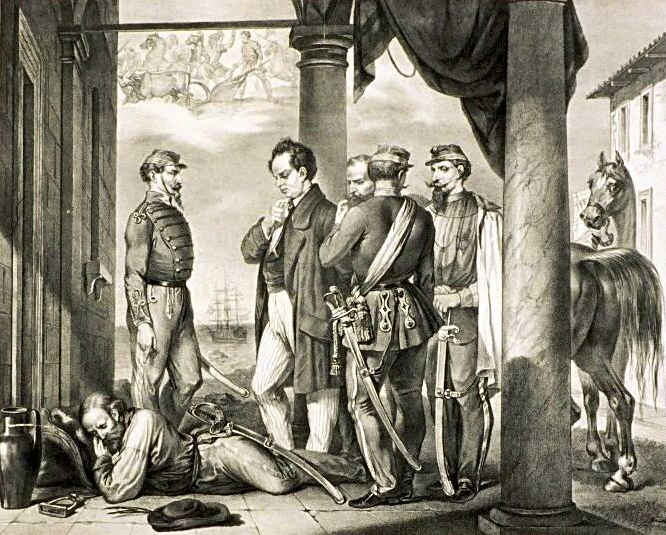
Garibaldi si riposa dopo la battaglia, nell'abitato di Milazzo.

Fu in quel frangente che la pirocorvetta Tukory giunse nei pressi della costa occidentale. Si trattava di una moderna unità della marina borbonica, la "Veloce", che pochi giorni prima era stata consegnata alla marina sarda dal capitano Amilcare Aguissola, contattato e convinto al tradimento dall'ammiraglio Carlo Pellion di Persano (vedere: Le ipotesi di corruzione degli ufficiali borbonici). Il comportamento dell'ufficiale borbonico in questione sarà seguito da parecchi altri ufficiali che abbracceranno la causa unitaria: quando Francesco II a bordo del Messaggero salpò da Napoli per Gaeta, solo tre navi lo seguirono, mentre la quasi totalità della flotta rimase ancorata senza rispondere alla chiamata.
La corvetta, subito ceduta alle forze garibaldine e rinominata "Tukory", era armata con 10 potenti cannoni che, diretti personalmente da Garibaldi, presero a martellare incessantemente l'ala sinistra delle forze borboniche, impedendo ogni tentativo di contrattacco e costringendole a ritirarsi nella cittadella fortificata.
Il 21 luglio, in seguito alla convenzione voluta dal ministro della guerra napoletano Giuseppe Salvatore Pianell, il maresciallo Tommaso de Clary ed il generale Giacomo Medici firmarono il patto per l'evacuazione delle truppe borboniche dalla Sicilia ed il 25 luglio anche i reparti guidati dai colonnelli Pironti e del Bosco si imbarcarono per Napoli, lasciando Milazzo in mano garibaldina.

## Le perdite
Secondo gli storici più attendibili non si hanno statistiche precise, si può ritenere che le perdite garibaldine siano calcolate in 750 o 800 tra morti e feriti, mentre quelle borboniche vengono stimate dal Bosco in 116 tra morti e feriti ai quali secondo Palmieri sono da aggiungere 31 irreperibili e un'altra dozzina tra morti e feriti. Tra i caduti e feriti garibaldini sono compresi anche 44 carabinieri genovesi e che il Battaglione Gaeta della spedizione Corte perdette, sempre tra morti e feriti, dai 15 ai 17 ufficiali su 32 e 190 volontari su 500 o 600 .
In ogni caso, il contingente garibaldino pagò a Milazzo un prezzo altissimo e largamente superiore alle perdite avversarie che, secondo la testimonianza di don Giuseppe Bottà, cappellano militare dei Cacciatori Napoletani, si limitarono a 51 morti, 80 feriti e 25 prigionieri o dispersi, sul totale di 3 400 uomini impiegati in battaglia. 

Il minor numero di perdite borboniche è dovuto al fatto che il colonnello Bosco aveva dislocato le sue truppe su una posizione favorevole, che consentiva una migliore difesa, contenendo quindi le perdite; inoltre le forze borboniche, oltre agli 8 cannoni della batteria da montagna sul campo, disponevano anche dell'appoggio dei 40 cannoni stanziati sulle mura del Castello, che provocarono quindi molte perdite tra i garibaldini, i quali dovevano attaccare avversari ben riparati. 

Secondo l'articolo The Revolution in Sicily pubblicato dal giornale britannico The Illustrated London News del 4 agosto 1860, n° 1043 pag.96, le perdite complessive garibaldine furono 780 e quelle borboniche 1223.